# Cyrestis ganescha
Cyrestis ganescha är en fjärilsart som beskrevs av Vincenz Kollar 1848. Cyrestis ganescha ingår i släktet Cyrestis och familjen praktfjärilar. Inga underarter finns listade i Catalogue of Life.